# Mimosmyslové vnímání

Zenerovy karty byly poprvé použity ve 30. letech 20. století pro experimentální výzkum Extra Sensory Perception (ESP)

Mimosmyslové vnímání (též schopnosti ESP nebo mimosmyslové schopnosti, anglicky Extra Sensory Perception – ESP) je způsob získávání informací o okolním světě, který má být založen na dosud neznámých smyslech, popřípadě síle neznámé povahy, která přenos informace umožňuje. Mimosmyslové vnímání je předmětem intenzivního výzkumu, ale dosud jeho existence nebyla experimentálně potvrzena a není ani všeobecně přijímána. Mimosmyslové vnímání je součástí řady jevů, které zkoumá parapsychologie (psychotronika) – jedná se především o telekinezi, jasnovidectví, telepatii či prekognici a retrokognici. Vědecká komunita nepřijímá existenci mimosmyslového vnímání kvůli sporným základním důkazům, neexistenci teorie, která by vysvětlovala mimosmyslové vnímání a nedostatku experimentálních technik, které by mohly poskytnout spolehlivě pozitivní výsledky.
Pojem mimosmyslové vnímání zavedl J.B. Rhine jako osobitý vnímací proces. Přitom rozlišil dvě formy této schopnosti jasnovidnost a telepatii, a zavedl metody k jejich experimentálnímu rozlišení.

## Skeptický pohled na mimosmyslové vnímaní
Dle skeptiků je veškeré vnímání vnějšího světa zprostředkováno našimi smysly. Vedle těch, kterými je obdařen člověk, to mohou být u jiných živočichů receptory vnímající i elektrické nebo magnetické signály.
Parapsychologové se však domnívají, že mezi lidmi navzájem, mezi lidmi a zvířaty, rostlinami nebo neživými předměty existují mimosmyslové kontakty (lidově šestý smysl). Běžně se pro ně používá anglický termín „Extra Sensory Perception“, ESP, který navrhl v r. 1927 parapsycholog J.B. Rhine. Parapsychologie předpokládá, že existuje síla dosud neznámé povahy, která takové spojení umožňuje. Může podle psychotroniků jít o sílu fyzikální povahy (elektromagnetismus, gravitace, emise neutrin) nebo o sílu duchovní povahy („psitrony“, „mentiony“, “deltrony“ apod.).
Všechny tyto moderní termíny odpovídají dřívějším termínům „čchi“, „prána“, „mana“, „éter“, „fluid“, „od“ aj. V roce 1963 navrhli Thouless a Wiesner pro tuto neznámou sílu neutrální termín „psí“ (PSI) = psychologické schopnosti, který je dnes nejpoužívanější. Tato síla má podle parapsychologie dvě formy, sílu „psí gama“, která má umožňovat psychosenzorické fenomény, jakými jsou např. jasnovidnost – paragnozie, přenos myšlenek – telepatie, předvídání – proskopie, a sílu „psí kapa“, která má umožňovat fenomény psychokinetické, jako je levitace, telekineze, materializace, distanční léčení (léčení na dálku) apod.

### Historie podle skeptiků
Představa o možnosti mimosmyslových kontaktů je prastará, ale intenzivně se zkoumá teprve po vzniku parapsychologie na konci 19. století. Víra v existenci ESP vychází primárně z osobních zážitků jednotlivců.
Z pohledu skeptiků lze vždy vysvětlit domnělý mimosmyslový kontakt přirozeně: buď jde o neznalost, omyl, sebeklam, wishful thinking, selektivní myšlení apod. Protože představa o existenci ESP je snadno testovatelná, zorganizovali parapsychologové od konce 19. století už stovky nejrůznějších experimentů s hádáním karet, dálkovým viděním, ovlivňováním generátorů náhodných čísel aj. Nejznámější jsou podle skeptiků „Ganzfeld experimenty“.
Parapsychologové hlásí úspěchy, většinou však jen na hranici statistické významnosti. Pokud byly experimenty provedeny na vědeckém pracovišti, nikdy nebyla existence ESP prokázána. Z fyzikálního hlediska existují jen čtyři základní síly, elektromagnetismus, gravitace, silná a slabá jaderná síla. Všechny jsou materiální.[zdroj⁠?!] Pro existenci další síly není důvod, nic pro ni nesvědčí a nikdy nebyla nalezena. Z hlediska biologie lze rovněž ESP vyloučit, protože nebyl v organismu nalezen emitor ani receptor síly, a z hlediska informatiky nelze dálkový mimosmyslový přenos realizovat.

## Ganzfeld experimenty

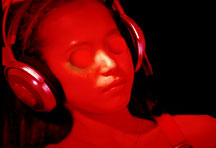
Účastník Ganzfeld experimentu

Ganzfeld experiment (z německého výrazu pro „celé pole“) je parapsychologický experiment, který má prokázat existenci mimosmyslových schopnosti a přenosu síly psí, konkrétně např. jasnovidectví nebo telepatie u lidí. Princip ganzfeld postupu je v oddělení osoby „vysílající“ a „přijímající“. Například první osobě se překryjí oči a ozáří se červeným světlem. Do uší se pustí ze sluchátek šum. Druhá osoba se pak snaží na dálku vyslat telepaticky informaci o obrázku , videosekvenci a podobně. První osoba pak popisuje co „vidí“ ve svém homogenním zorném poli a hodnotitelé pak určí, kterému ze čtyř obrazů je popis nejpodobnější. Hodnotitelé neznají, který z obrazů je správný. Pokud mimosmyslový přenos neexistuje, uhádne zkoušející osoba správný obrázek ve 25 %. Vyšší hodnota má dokázat existenci přenosu.
V 80. letech 20. století Bem a Honorton (1985) shromáždili 28 studií o 835 ganzfeld experimentech. Méně než polovina (43 %)  poskytovala statisticky významné výsledky. Tyto studie podrobili souhrnné analýze (metaanalýze) a došli k výsledku, že „přijímatelé“ jsou úspěšní v 38 % případů oproti očekávaným 25 %. Statisticky tento výsledek považovali za vysoce významný a o pravděpodobnosti, že by mohl vzniknout náhodně tvrdili, že je menší než jedna k miliardě (Bem a Honorton, 1985).
Pozornost vzbudila práce Bema a Honortona z r. 1994, jejíž výsledky svědčily pro existenci mimosmyslového vnímání. Výsledky analýzy Bema a Honortona tvrdě napadeny ze strany skeptiků, zejména prof. Ray Hymanem, což vedlo k provedení společných exaktních pokusů Honorton – Hyman. J. Heřt uvádí, že některé pokusy vyzněly pozitivně, ale přesně koncipovaný zásadní experiment, který byl iniciován zástupcem parapsychologů Honortonem a zástupcem vědců, psychologem Hymanem, došel r. 1996 k negativním výsledkům. V „pozitivních“ experimentech byly prokázány statistické chyby. Naproti tomu Atkinsonová uvádí, že se Hyman a Honorton v diskusi o výsledcích metaanalýzy v základních kvantitativních výsledcích shodli. Rozdílná byla především interpretace výsledků provedených pokusů. Předmětem diskuse byly problémy opakovatelnosti (nepodařilo se dosáhnout), nedostatečné kontroly (možnost senzorického prosakování, nedostatečné postupy náhodného výběru apod.), problém zásuvky (možnost, že nebyly zohledněny nezveřejněné negativní studie), anekdotické doklady (doklady telepatie vycházející pouze z ústního popisu osobní zkušenosti, nevěrohodné pro vědu) aj.
Spor neskončil a parapsychologové od té doby publikovali desítky dalších ganzfeld experimentů včetně metaanalýz. Výsledky jsou stále sporné a statisticky neprůkazné.

### Kritika
Velmi kontroverzní je samotný předpoklad experimentu, že statistická odchylka od pravděpodobnosti je důkazem telepatie, tento předpoklad je často spojován s argumentem známým pod názvem God of the Gaps („Bohu vyplňujícím mezery“ – zjednodušeně někdo konfrontuje vědce s hádankou, tvrdí, že nemůže být vědecky vyřešena, a vyvozuje z toho, že potřebujeme Boha, abychom nalezli vysvětlení). Přísně vzato, odchylka od pravděpodobnosti je pouze důkazem, že to byl vzácný, statisticky nepravděpodobný jev, že to je jen náhoda, popřípadě je to důkaz toho, že „něco“ ovlivnilo náhodný výběr. Předpoklad experimentu, že za odchylkou musí být telepatie, je klamný. To však nevylučuje fakt, že by to mohla být telepatie.
Stručný výkladový slovník českých skeptiků k tomu uvádí, že pokud ganzfeld experimenty prováděli skeptici, výsledek byl vždy negativní právě tak jako výsledky jiných analogických pokusů parapsychologů, např. hádání karet, vidění na dálku nebo ovlivňování generátorů náhodných čísel.